# Hirtodrosophila orbospiracula
Hirtodrosophila orbospiracula är en tvåvingeart som först beskrevs av Patterson och Wheeler 1942.  Hirtodrosophila orbospiracula ingår i släktet Hirtodrosophila och familjen daggflugor. Inga underarter finns listade i Catalogue of Life.